# Infraestructura crítica
Por infraestructura crítica se describe aquellas infraestructuras consideradas esenciales por los gobiernos para el funcionamiento de una sociedad y una economía y que merece especial protección para la seguridad nacional. Tradicionalmente, la infraestructura crítica se ha considerado dentro del ámbito de competencia del gobierno debido a su importancia estratégica, pero hay una tendencia observable hacia su privatización, lo que genera debates sobre cómo el sector privado puede contribuir a estos servicios esenciales. 

## Elementos
Los activos más comúnmente asociados con el término son las instalaciones destinadas a:
- Refugio y calefacción (por ejemplo, gas natural, fueloil, calefacción urbana);
- Agricultura, producción y distribución de alimentos;
- Educación, desarrollo de habilidades y transferencia de tecnología;
- Abastecimiento hídrico (agua potable, aguas residuales/alcantarillado, conducción de aguas superficiales como diques y acueductos);
- Salud pública (hospitales, ambulancias);
- Sistemas de transporte (abastecimiento de combustible, red ferroviaria, aeropuertos, puertos, navegación interior);
- Servicios de seguridad y defensa nacional (policía, ejército);
- Generación, transmisión y distribución de electricidad;
- Telecomunicaciones
- Sector económico; bienes y servicios y servicios financieros (banca, compensación)

## Definiciones y programas de protección por país

### Alemania
El programa alemán de protección de infraestructuras críticas KRITIS está coordinado por el Ministerio Federal del Interior. Algunas de sus agencias especializadas, como la Oficina Federal Alemana para la Seguridad de la Información o la Oficina Federal de Protección Civil y Asistencia en Desastres (BBK), entregan el contenido correspondiente, por ejemplo, sobre sistemas de tecnologías de la información.

### Canadá
El Gobierno Federal de Canadá identifica los siguientes diez sectores de infraestructura crítica como una forma de clasificar los activos esenciales:
1. Energía y servicios públicos: proveedores de electricidad; petróleo y gas costa afuera y en tierra; proveedores de carbón, proveedores de gas natural; combustible para uso doméstico; suministros para gasolineras; proveedores de energía alternativa (eólica, solar, otras)
2. Tecnologías de la información y la comunicación: medios de difusión, proveedores de telecomunicaciones (teléfonos fijos, teléfonos celulares, internet, wifi); servicios postales;
3. Finanzas: Servicios bancarios, departamentos de finanzas/ayuda gubernamentales; impuestos
4. Salud: programas de salud pública y bienestar, instalaciones hospitalarias y clínicas; sangre y productos sanguíneos
5. Alimentación: cadenas de suministro de alimentos; inspectores de alimentos; programas de importación y exportación; tiendas de comestibles; cultura agrícola y acuática; mercados de agricultores
6. Agua: Abastecimiento y protección del agua; gestión de aguas residuales; programas de pesca y protección de los océanos
7. Transporte: Carreteras, puentes, ferrocarriles, aviación/aeropuertos; transporte marítimo y puertos; tránsito
8. Seguridad: personal de emergencia; programas de seguridad pública
9. Gobierno: Fuerzas Armadas; continuidad de la gobernanza
10. Manufactura: Industria, desarrollo económico

### Chile
En febrero de 2023, se promulgó la Ley 21.542, que agregó en la Constitución Política la facultad del Presidente de la República para disponer, mediante decreto supremo fundado, que las Fuerzas Armadas se hagan cargo de la protección de la infraestructura crítica del país cuando exista peligro grave o inminente a su respecto. Esta normativa define infraestructura crítica como «el conjunto de instalaciones, sistemas físicos o servicios esenciales y de utilidad pública, así como aquellos cuya afectación cause un grave daño a la salud o al abastecimiento de la población, a la actividad económica esencial, al medioambiente o a la seguridad del país», incluyendo en este concepto toda infraestructura indispensable para «la generación, transmisión, transporte, producción, almacenamiento y distribución de los servicios e insumos básicos para la población, tales como energía, gas, agua o telecomunicaciones; la relativa a la conexión vial, aérea, terrestre, marítima, portuaria o ferroviaria, y la correspondiente a servicios de utilidad pública, como los sistemas de asistencia sanitaria o de salud».

### España
El Centro Nacional de Protección de Infraestructuras Críticas (CNPIC) de España es el órgano del Ministerio del Interior, adscrito a la Dirección General de Coordinación y Estudios, responsable del impulso, la coordinación y supervisión de todas las actividades que tiene encomendadas la Secretaría de Estado de Seguridad (SES) en relación con la protección de las infraestructuras críticas.
En concreto, el CNPIC es la pieza clave del Sistema de Protección de Infraestructuras Críticas, pues asiste a su máximo responsable —el Secretario de Estado de Seguridad—, ejecuta y mantiene actualizado el Plan Nacional de Protección de las Infraestructuras Críticas, se encarga de determinar el nivel de criticidad de cada una de las infraestructuras consideradas críticas así como de recopilar, analizar, integrar y valorar toda la información que pueda afectar a dichas infraestructuras.

### Estados Unidos
Estados Unidos cuenta con un amplio programa de protección de infraestructura crítica desde 1996. Su Ley Patriota de 2001 definió la infraestructura crítica como aquellos "sistemas y activos, ya sean físicos o virtuales, tan vitales para los Estados Unidos que la incapacidad o destrucción de dichos sistemas y activos tendría un impacto debilitante en la seguridad, la seguridad económica nacional, la salud o seguridad pública nacional o cualquier combinación de esos asuntos".
En 2014 se publicó el Marco de Ciberseguridad del NIST, y rápidamente se convirtió en un conjunto popular de directrices, a pesar de los importantes costos que implica su pleno cumplimiento.
El Plan Nacional de Protección de Infraestructura (NIPP) define el sector de infraestructura crítica en Estados Unidos. La Directiva de Política Presidencial 21 (PPD-21), emitida en febrero de 2013, titulada Seguridad y Resiliencia de la Infraestructura Crítica, ordenó una actualización de la NIPP. Esta revisión del plan estableció los siguientes 16 sectores de infraestructura crítica:
1. Industrias químicas
2. Instalaciones comerciales
3. Comunicaciones
4. Fabricación crítica
5. Represas
6. Industria militar
7. Servicios de emergencia
8. Energía
9. Servicios financieros
10. Alimentación y agricultura
11. Instalaciones gubernamentales
12. Asistencia sanitaria y salud pública
13. Tecnologías de la información
14. Reactores, materiales y residuos nucleares
15. Sistemas de transporte
16. Sistemas de agua y aguas residuales

La versión de 2013 del NIPP ha enfrentado críticas por carecer de medidas de riesgo viables. 
A nivel estatal, varios estados de Estados Unidos han aprobado proyectos de ley sobre infraestructura crítica, promovidos por el Consejo Americano de Intercambio Legislativo (ALEC), para criminalizar las protestas contra la industria de los combustibles fósiles. En mayo de 2017, Oklahoma aprobó una ley que creó sanciones por delitos graves por invadir tierras consideradas infraestructura crítica, incluidos oleoductos y gasoductos, o conspirar para hacerlo; ALEC presentó una versión del proyecto de ley como ley modelo y alentó a otros estados a adoptarlo. En junio de 2020, Virginia Occidental aprobó la Ley de Protección de Infraestructura Crítica, que creó sanciones graves para las protestas contra las instalaciones de petróleo y gas.

### Reino Unido
En Reino Unido, la Autoridad Nacional de Seguridad Protectora (NPSA por sus siglas en inglés) proporciona información, personal y asesoramiento sobre seguridad física a las empresas y organizaciones que conforman la infraestructura nacional, ayudando a reducir su vulnerabilidad al terrorismo y otras amenazas.
La NPSA puede recurrir a recursos de otros departamentos y agencias gubernamentales, incluidos el MI5, el Centro Nacional de Seguridad Cibernética y otros departamentos gubernamentales responsables de los sectores de infraestructura nacional.

### Singapur
En Singapur, las infraestructuras críticas están exigidas por la Ley de Áreas y Lugares Protegidos de 2013. Además, el Parlamento aprobó en 2017 la Ley de Protección de Infraestructura, que prevé la protección de ciertas áreas, lugares y otras instalaciones en Singapur contra riesgos de seguridad.

### Unión Europea
El Programa Europeo para la Protección de Infraestructuras Críticas se refiere a la doctrina o programas específicos creados a raíz de la directiva EU COM(2006) 786 de la Comisión Europea que designa las infraestructuras críticas europeas que, en caso de fallo, incidente o ataque, podrían impactar tanto al país donde están alojadas como al menos a otro Estado miembro europeo. Los Estados miembros están obligados a adoptar esta directiva en sus ordenamientos nacionales.
El Programa ha propuesto una lista de infraestructuras críticas europeas basada en los aportes de sus Estados miembros. Cada Infraestructura Crítica Europea designada deberá contar con un Plan de Seguridad del Operador que cubra la identificación de activos importantes, un análisis de riesgos basado en los principales escenarios de amenaza y vulnerabilidad de cada activo, y la identificación, selección y priorización de contramedidas y procedimientos.

## Pruebas de estrés
Las infraestructuras críticas como carreteras, ferrocarriles, redes de energía eléctrica, represas, instalaciones portuarias, grandes gasoductos o refinerías de petróleo, están expuestas a múltiples riesgos y factores estresantes naturales y antrópicos, incluidos terremotos, deslizamientos de tierra, inundaciones, tsunamis, incendios forestales, efectos del cambio climático o explosiones. Estos factores estresantes y eventos abruptos pueden causar fallas y pérdidas y, por lo tanto, pueden interrumpir servicios esenciales para la sociedad y la economía. Por lo tanto, los propietarios y operadores de infraestructuras críticas necesitan identificar y cuantificar los riesgos que estas plantean debido a diferentes factores estresantes, con el fin de definir estrategias de mitigación  y mejorar su resiliencia.  Las pruebas de estrés son herramientas avanzadas y estandarizadas para la evaluación de riesgos y peligros de las infraestructuras críticas, que incluyen tanto eventos de baja probabilidad y alta consecuencia como los denominados eventos extremos o raros, así como la aplicación sistemática de estas nuevas herramientas a las distintas clases de infraestructuras.